# Lý Bính
Lý Bính (chữ Hán: 李昞; ? - 573), là một quan viên thời Bắc Chu, thời kì Nam Bắc triều trong lịch sử Trung Quốc. Ông là tổ tiên của nhà Đường.

## Tiểu sử
Lý Bính xuất thân từ gia tộc ở Lũng Tây, cha là Lý Hổ, một trong Bát đại trụ quốc của Tây Ngụy, có tước vị Lũng Tây quận công (陇西郡公). Khoảng năm 554, Lý Bính thừa tập tước vị, đến năm 564 thì được tấn phong Đường quốc công (唐國公), nhận An Châu tổng quản trong triều đình Bắc Chu, lại gia thêm Trụ Quốc đại tướng quân.
Sau khi qua đời, ông có thụy hiệu là Đường Nhân công (唐仁公). Sau khi con trai Lý Uyên xưng Đế, ông được tôn miếu hiệu là Thế Tổ, thụy hiệu cải thành Nguyên Hoàng Đế (元皇帝), mộ cải thành Hưng Ninh lăng (兴宁陵).

## Gia quyến
- Tổ phụ: Lý Thiên Tích (李天錫), truy tôn Ý Tổ Quang hoàng đế (懿祖光皇帝).
- Tổ mẫu: Giả thị, truy tôn Quang Ý hoàng hậu (光懿皇后).
- Thân phụ: Lý Hổ, truy tôn Thái Tổ Cảnh hoàng đế (太祖景皇帝).
- Thân mẫu: Lương thị, truy tôn Cảnh Liệt hoàng hậu (景烈皇后).
- Thê tử: Nguyên Trinh Hoàng hậu Độc Cô thị, con gái thứ tư của Độc Cô Tín. Độc Cô thị về già nhiều bệnh, tính tình không tốt, rất khó hầu hạ. Chỉ có thê tử Đậu thị của Lý Uyên chịu thương chịu khó, bưng thuốc hầu hạ. Về sau, bà được Lý Uyên truy tặng làm Nguyên Trinh hoàng hậu (元贞皇后).
- Con cái:

1. Lý Trừng (李澄), tước Lương vương (梁王).
2. Lý Trạm (李湛), tước Thục vương (蜀王).
3. Lý Hồng (李洪), tước Trịnh vương (鄭王).
4. Đường Cao Tổ Lý Uyên.
5. Đồng An công chúa (同安公主), em gái cùng mẹ với Lý Uyên, hạ giá lấy Vương Dụ (王裕).